# Габрија Супериоре (Горица)
Габрија Супериоре је насеље у Италији у округу Горица, региону Фурланија-Јулијска крајина.
Према процени из 2011. у насељу је живело 106 становника. Насеље се налази на надморској висини од 46 м.